# Bioncourt

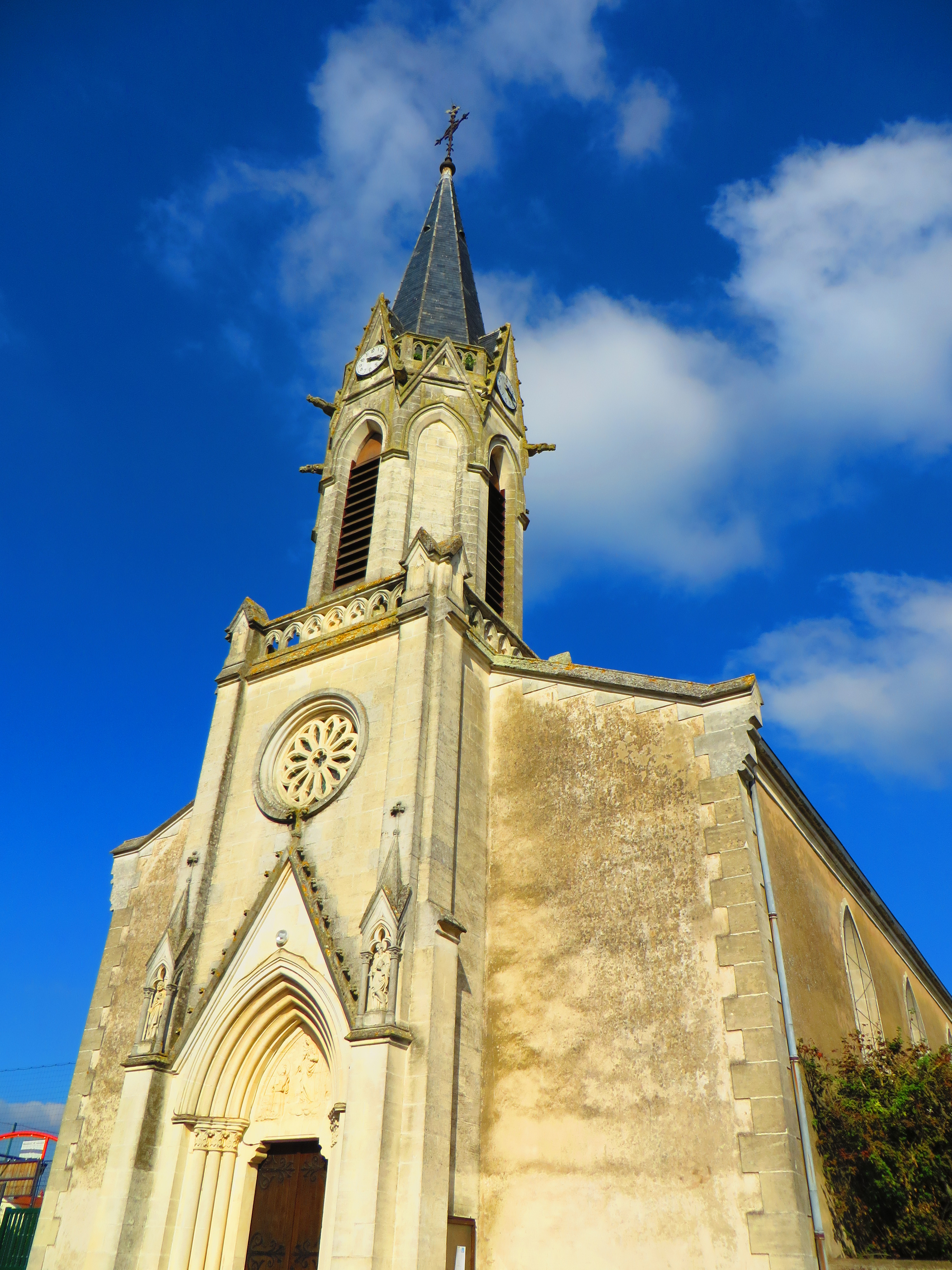
Kirche St. Remi

Bioncourt ist eine französische Gemeinde mit 300 Einwohnern (Stand 1. Januar 2022) im Département Moselle in der Region Grand Est (bis 2015 Lothringen). Sie gehört zum Kommunalverband Saulnois.

## Geographie
Bioncourt liegt in Lothringen im Saulnois (Salzgau), am rechten Ufer der Seille, etwa 60 Kilometer südöstlich von Metz, 14 Kilometer westlich von Château-Salins und 20 Kilometer nordöstlich von Nancy. 
Zur Gemeinde gehört der Weiler Alincourt, der nordwestlich des Ortskerns liegt.

## Geschichte
Bioncourt wurde als Bionis curtis 933 erstmals urkundlich erwähnt, und zwar in einem Privilegium des Metzer Bischofs Adalbero I. von Bar für das Kloster Gorze. Der Ortsname soll aus dem fränkischen Namen Beggo und dem lateinischen Wort curtis zusammengesetzt sein und „Beggos Hof“ bedeuten.
Der Ortsteil Alincourt wurde 1180 erstmals urkundlich erwähnt, der Ort war Sitz einer Seigneurie, die zur Kastellanei und Bailliage von Nancy gehörte.
Bioncourt war ebenfalls Sitz einer Seigneurie, schon gegen Ende des 13. Jahrhunderts nahm der erste Seigneur von Bioncourt, André de Bioncourt, Sohn von Geoffroy d’Amance,  den Namen der Ortschaft an. Die Familie verschwand allerdings schon im 14. Jahrhundert. Von 1594 bis 1751 gehörte Bioncourt zur Kastellanei von Amance, die der Bailliage von Nancy unterstellt war. Danach gehörte es zur Bailliage von Château-Salins. 1790 wurde Bioncourt Kantonshauptort und blieb es bis 1801.
Im 18. Jahrhundert war Bioncourt Sitz einer Baronie im Besitz der Familie Catoire, die den Namen Catoire de Bioncourt annahm. Von 1771 bis 1775 versuchte der damalige Baron Jean-Baptiste-Nicolas Catoire die Seille schiffbar zu machen. Danach erwarb Charles de Vincent die Baronie. Er liegt auf dem Friedhof von Bioncourt begraben und eine Straße wurde nach ihm benannt.
Die Pfarrei von Bioncourt gehörte zum Verwaltungsbereich des Erzpriesters von Delme, der dem Archidiakonat von Vic-sur-Seille unterstellt war.
1793 erhielt Bioncourt im Zuge der Französischen Revolution (1789–1799) den Status einer Gemeinde und 1801 das Recht auf kommunale Selbstverwaltung. Es gehörte von 1801 bis 1871 zum früheren Département Meurthe, das 1871 in Département Meurthe-et-Moselle umbenannt wurde. 
Durch den Frankfurter Frieden vom 10. Mai 1871 kam die Region an das deutsche Reichsland Elsaß-Lothringen, und das Dorf wurde dem Kreis Château-Salins im Bezirk Lothringen zugeordnet. Die Dorfbewohner betrieben Getreide-, Futterpflanzen-, Tabak-, Hopfen-, Obst- und Gemüsebau sowie Viehzucht.
Nach dem Ersten Weltkrieg musste die Region aufgrund der Bestimmungen des Versailler Vertrags 1919 an Frankreich abgetreten werden und wurde Teil des Département Moselle. Im Zweiten Weltkrieg war die Region von der deutschen Wehrmacht besetzt.
Bioncourt gehörte als französischsprachige Ortschaft zu den 247 letzten Gemeinden, deren Name am 2. September 1915 eingedeutscht wurde; bis 1919 hieß der Ort Bionshofen.

### Bevölkerungsentwicklung
| Jahr      | 1962 | 1968 | 1975 | 1982 | 1990 | 1999 | 2007 | 2019 |
| --------- | ---- | ---- | ---- | ---- | ---- | ---- | ---- | ---- |
| Einwohner | 223  | 233  | 224  | 282  | 310  | 309  | 311  | 303  |

## Wappen
Das Wappen der Gemeinde entspricht dem Wappen der Familie Bioncourt aus dem 13. Jahrhundert, es ist silbern mit einem blauen Querbalken.